# I Congreso Internacional de la Tauromaquia

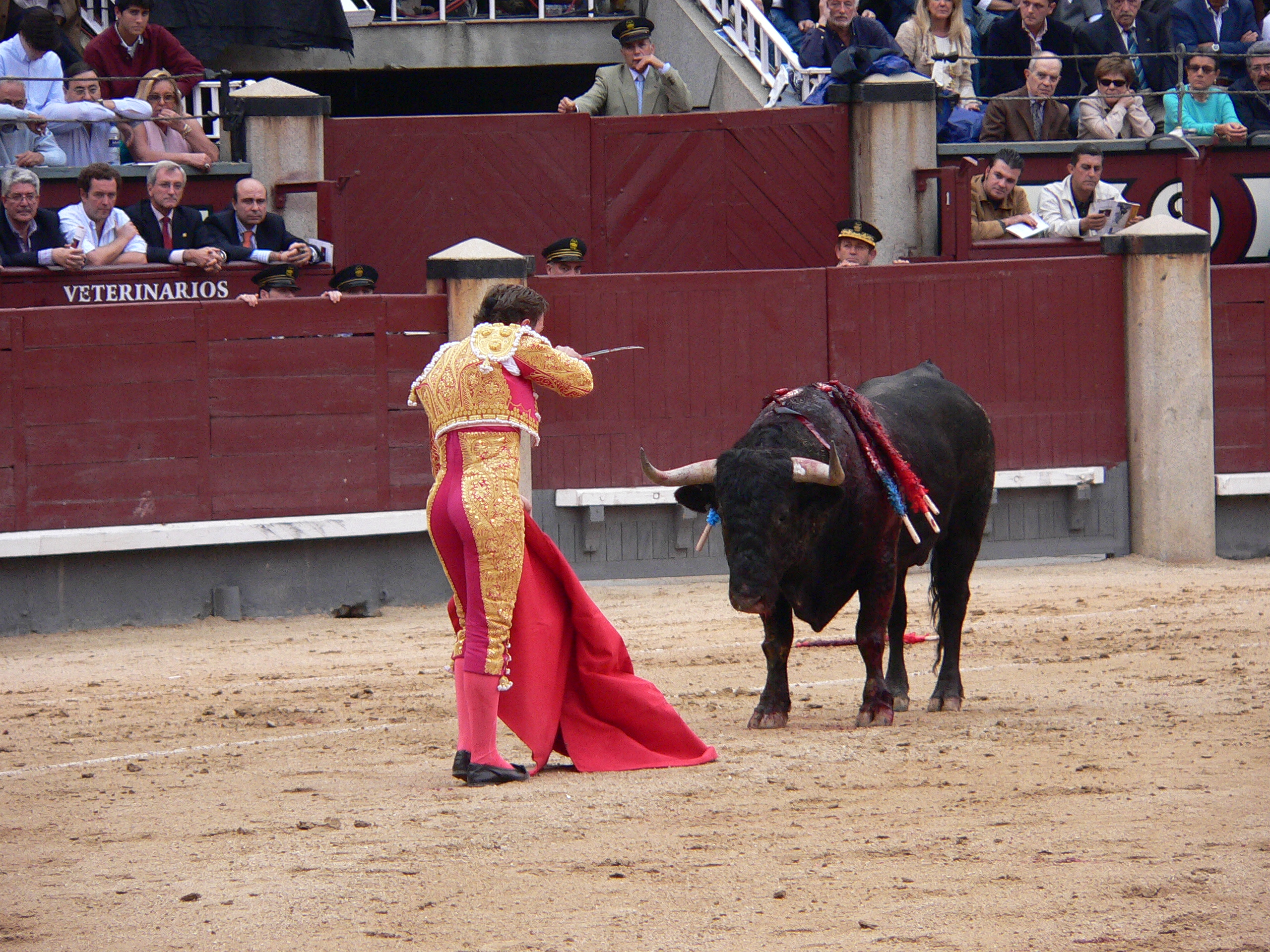
Fiesta de los toros.

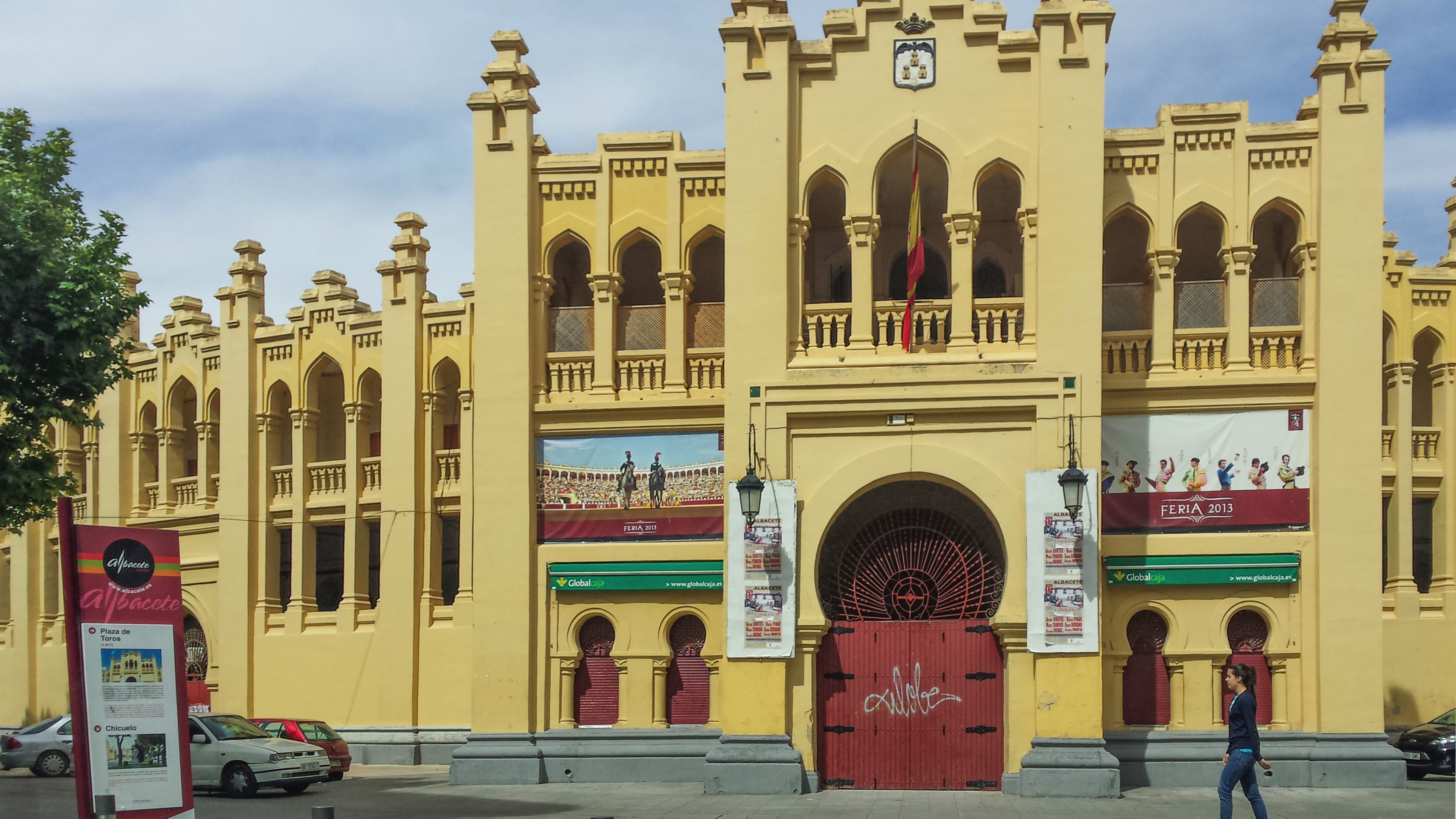
Vista de la Plaza de toros de Albacete.

El I Congreso Internacional de la Tauromaquia, también conocido como Cumbre Internacional Taurina o Congreso Internacional de Países Taurinos, fue una reunión taurina internacional al más alto nivel que se celebró del 27 de febrero al 1 de marzo de 2015 en la ciudad española de Albacete. Uno de los objetivos de los países taurinos fue conseguir que la tauromaquia se convierta en Patrimonio Cultural Inmaterial de la Humanidad. Se celebraron multitud de actos por toda la ciudad como congresos, un festival taurino, exposiciones, cine, fotografía o gastronomía... relacionados con la fiesta de los toros.

## Organización y sede
El evento fue organizado por el Gobierno de España y la Junta de Comunidades de Castilla-La Mancha. La candidatura de la ciudad de Albacete fue la elegida para albergar su sede dada su gran tradición taurina, especialmente reflejado en su monumental Plaza de toros y en la Feria Taurina de Albacete, de 10 días de duración, una de las más importantes de España. Contó con la presencia de importantes políticos, toreros, periodistas o artistas de todos los países taurinos del mundo bajo la presidencia de honor del Rey Juan Carlos. El evento se desarrolló en numerosos puntos de interés de la urbe manchega.

## Mesas redondas

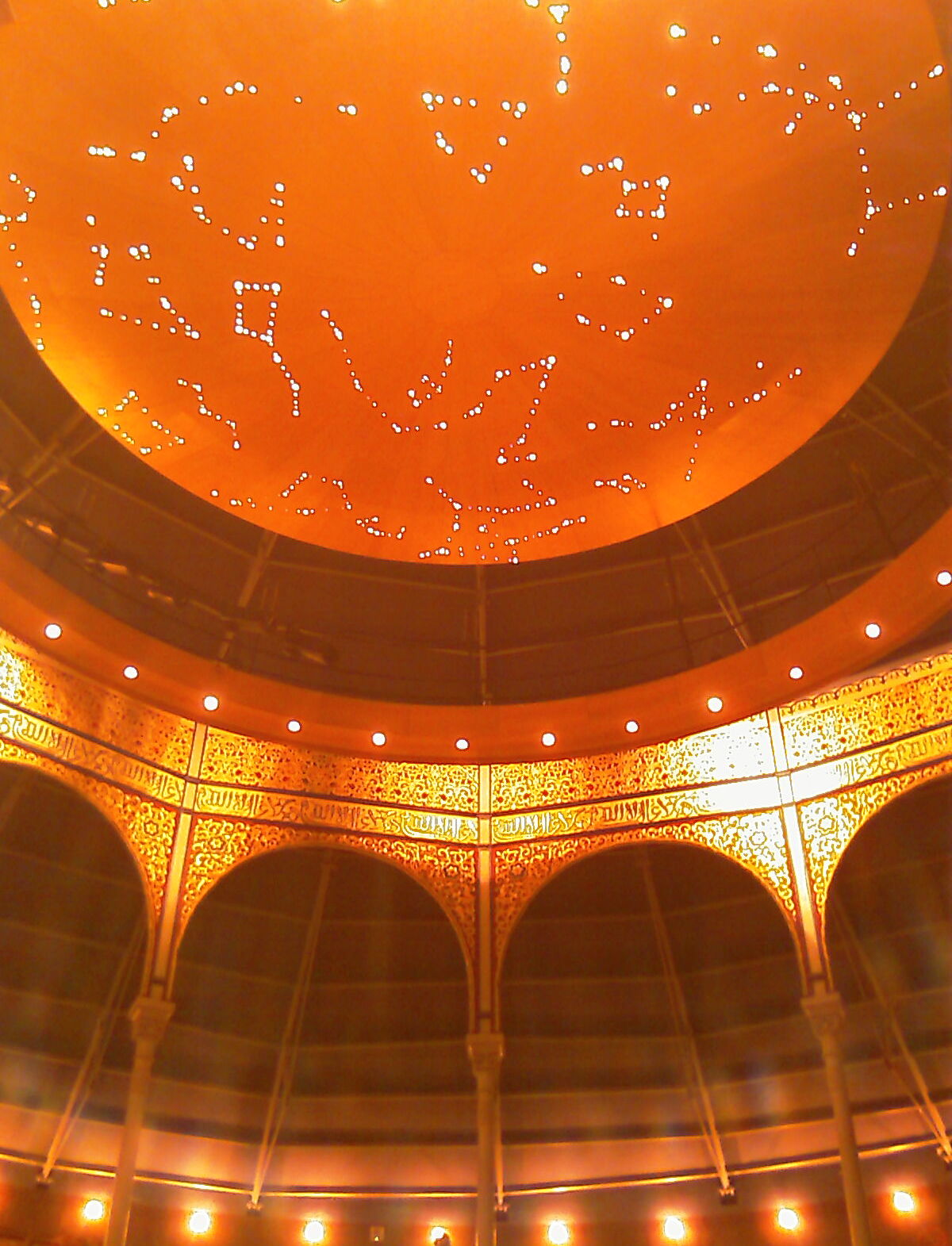
Teatro Circo de Albacete, monumento declarado Bien de Interés Cultural.

El evento reunió en 5 mesas redondas a 29 ponentes destacados de ocho países. Estas tuvieron lugar en el Teatro Circo de Albacete.

## Exposiciones
El evento contó con la muestra de numerosas exposiciones de carácter taurino en numerosos escenarios de la urbe manchega como el Museo Municipal de Albacete, el Museo Provincial de Albacete, el Centro Cultural La Asunción o el Casino Primitivo de Albacete:
- Goya Barjola, Tauromaquias, obra gráfica.
- Pasado, Presente y Futuro. El arte y la cultura en el vestido de luces. De Justo Algaba.
- La Tauromaquia desde el Objetivo. De Manuel Podio.
- El arte de la Tauromaquia. De José Ángel Ramírez Cuenca.
- Historia de una afición: documentos, imágenes y arte en el Archivo Histórico Provincial de Albacete.
- Tauromaquia en Castilla-La Mancha. Juan Miguel Rodríguez Cuesta.

## Festival Taurino
El Festival Taurino se celebró en la Plaza de toros de Albacete con lleno absoluto. Contó con la presencia de los diestros Diego Ventura (rejoneador), Enrique Ponce, Julián López "El Juli", David Fandila "El Fandi", Miguel Ángel Perera y José Garrido (novillero con picadores). La recaudación fue a beneficio de la Institución Benéfica Sagrado Corazón de Jesús de Albacete (El Cottolengo) y de Cáritas Española.

## Jornadas de Cine Taurino
La tauromaquia ha sido fuente de inspiración para numerosos directores de cine, que han mostrado en su obra el mundo taurino, ya sea como tema principal de la película o a través de escenas ambientadas en las plazas de toros. La Filmoteca de Albacete, en la plaza del Altozano, proyectó durante varios días algunas de las películas más importantes inspiradas en el mundo taurino.